# John Big Tree

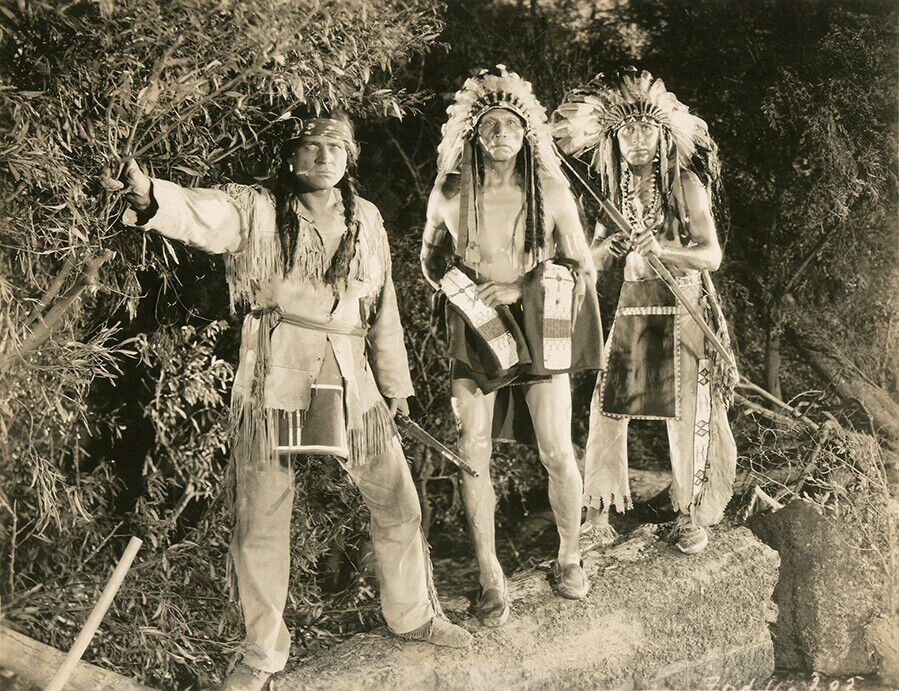
Au centre, dans Le Cheval de fer (1924)

Chef John « Big Tree » est un acteur américain, né Isaac Johnny John le 2 juillet 1877 à Buffalo (État de New York), mort le 6 juillet 1967 dans la réserve indienne des Onondagas (Comté d'Onondaga, État de New York).
Membre de la peuplade nord-amérindienne des Sénécas (l'une des six nations iroquoises), il est généralement crédité Chef (Chief) John Big Tree ou Chef Big Tree.

## Biographie
Au cinéma, Chef John Big Tree contribue à soixante-et-un films américains (majoritairement des westerns), entre 1915 et 1950, dont vingt films muets (jusqu'en 1929), souvent dans des petits rôles non crédités. En particulier, il apparaît dans cinq westerns de John Ford, À la frontière (réputé perdu, 1919, avec Harry Carey), Le Cheval de fer (1924, avec George O'Brien), Sur la piste des Mohawks (1939, avec Henry Fonda), La Chevauchée fantastique (1939, avec John Wayne), et enfin La Charge héroïque (son avant-dernier film, 1949, à nouveau avec John Wayne), où il tient le rôle — sans doute son plus connu — du vieux chef Poney qui marche.
Mentionnons également Les Écumeurs du Sud de W. S. Van Dyke (1927, avec Tim McCoy), La Piste des géants de Raoul Walsh (son premier film parlant, 1930, toujours avec John Wayne), L'Odyssée des Mormons d'Henry Hathaway (1940, avec Tyrone Power), Les Pionniers de la Western Union de Fritz Lang (1941, avec Robert Young), ou encore La Porte du diable d'Anthony Mann (son dernier film, 1950, avec Robert Taylor).
Son visage a servi de modèle à une tête d'Indien gravée sur une pièce de cinq cents.

## Filmographie complète
- 1915 : Author ! Author ! de William Bertram (court métrage)
- 1915 : The Cactus Blossom de Tom Chatterton (court métrage)
- 1917 : The Spirit of '76 de Frank Montgomery
- 1919 : À la frontière (A Fight for Love) de John Ford
- 1921 : The Avenging Arrow de William Bowman et W. S. Van Dyke
- 1922 : The Primitive Lover de Sidney Franklin
- 1923 : The Huntress de John Francis Dillon et Lynn Reynolds
- 1924 : Le Cheval de fer (The Iron Horse) de John Ford
- 1925 : The Red Rider de Clifford Smith
- 1926 : Ranson's Folly de Sidney Olcott
- 1926 : The Frontier Trail de Scott R. Dunlap
- 1926 : Mantrap de Victor Fleming
- 1926 : The Desert's Toll de Clifford Smith
- 1927 : Les Écumeurs du Sud (Winners of the Wilderness) de W. S. Van Dyke
- 1927 : The Frontiersman de Reginald Barker
- 1927 : Spoilers of the West de W. S. Van Dyke
- 1927 : Painted Ponies de B. Reeves Eason
- 1928 : Wyoming de W. S. Van Dyke
- 1929 : The Overland Telegraph de John Waters
- 1929 : Sioux Blood de John Waters
- 1930 : La Piste des géants (The Big Trail) de Raoul Walsh
- 1931 : Red Fork Range d'Alan James
- 1931 : L'Attaque de la caravane (Fighting Caravans) d'Otto Brower et David Burton
- 1932 : Le Dernier des Mohicans (The Last of the Mohicans) de Ford Beebe et B. Reeves Eason
- 1932 : The Golden West de David Howard
- 1933 : The Telegraph Trail de Tenny Wright
- 1933 : King of the Arena d'Alan James
- 1934 : Massacre d'Alan Crosland
- 1934 : Wheels of Destiny d'Alan James
- 1934 : Patte de chat (The Cat's Paw) de Sam Taylor et Harold Lloyd
- 1934 : Wake Up and Dream de Kurt Neumann
- 1935 : Le Cavalier miracle (The Miracle Rider) de B. Reeves Eason et Armand Schaefer
- 1935 : The Singing Vagabond (en) de  Carl Pierson
- 1936 : Les Vengeurs de Buffalo Bill (en) (Custer's Last Stand) d'Elmer Clifton
- 1936 : Daniel Boone de David Howard
- 1936 : The Bold Caballero de Wells Root
- 1937 : Horizons perdus (Lost Horizon) de Frank Capra
- 1937 : Maid of Salem de Frank Lloyd
- 1937 : La Vengeance du cow-boy (en) (Hills of Old Wyoming) de Nate Watt
- 1937 : La Caravane de l'enfer (The Painted Wagon) d'Alan James, Ray Taylor et William Witney
- 1937 : Prairie Thunder de B. Reeves Eason
- 1938 : La Belle Cabaretière (The Girl of the Golden West) de Robert Z. Leonard
- 1938 : Flaming Frontiers (en) d'Alan James et Ray Taylor
- 1938 : Hawk of the Wilderness de John English et William Witney
- 1939 : Susannah (Susannah of the Mounties) de Walter Lang et William A. Seiter
- 1939 : La Piste de l'Oregon (The Oregon Trail) de Ford Beebe et Saul A. Goodking
- 1939 : Sur la piste des Mohawks (Drums along the Mohawk) de John Ford
- 1939 : Femme ou Démon (Destry Rides Again) de George Marshall

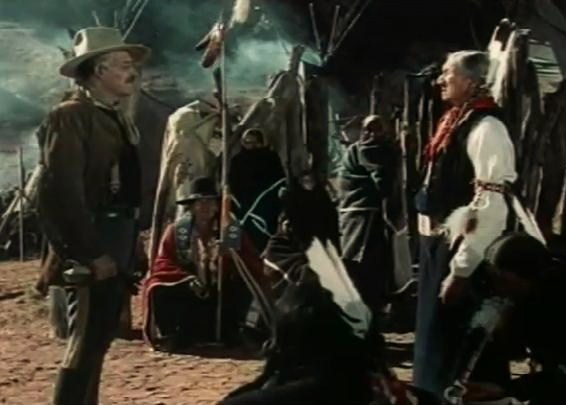
Face à John Wayne, dans La Charge héroïque (1949)

- 1939 : La Chevauchée fantastique (Stagecoach) de John Ford
- 1940 : Heroes of the Saddle de William Witney
- 1940 : Maintain the Right de Joseph M. Newman (court métrage)
- 1940 : Pioneers of the West de Lester Orlebeck
- 1940 : L'Odyssée des Mormons (Brigham Young) d'Henry Hathaway
- 1940 : Too Many Girls de George Abbott
- 1940 : Les Tuniques écarlates (North West Mounted Police) de Cecil B. DeMille
- 1941 : Les Trappeurs de l'Hudson (Hudson's Bay) d'Irving Pichel
- 1941 : Les Pionniers de la Western Union (Western Union) de Fritz Lang
- 1941 : Las Vegas Nights de Ralph Murphy
- 1947 : Les Conquérants d'un nouveau monde (Unconquered) de Cecil B. DeMille
- 1949 : La Charge héroïque (She wore a Yellow Ribbon) de John Ford
- 1950 : La Porte du diable (Devil's Doorway) d'Anthony Mann